# Francesco del Giudice
Francesco kardinal del Giudice, italijanski rimskokatoliški duhovnik, škof in kardinal, * 7. december 1647, Neapelj, † 10. oktober 1725.

## Življenjepis
13. februarja 1690 je bil povzdignjen v kardinala in 10. aprila istega leta je bil postavljen za kardinal-duhovnika S. Maria del Popolo. 30. marca 1700 je bil imenovan še za kardinal-duhovnika S. Sabina.
Med 14. januarjem 1704 in 15. februarjem 1725 je bil nadškofa Monreala.
Pozneje je bil trikrat imenovan za kardinal-škofa: škofija Palestrina (12. julij 1717), škofija Frascati (3. marec 1721) in škofija Ostia (12. junij 1724).